# Comuna Brodski Stupnik, Slavonski Brod-Posavina
Brodski Stupnik este o comună în cantonul Slavonski Brod-Posavina, Croația, având o populație de 3.036 de locuitori (2011).

## Demografie
Componența etnică a comunei Brodski Stupnik
     Croați (97,86%)
     Sârbi (1,48%)
     Necunoscut (0,33%)
     Neclasificat (0,26%)
Componența confesională a comunei Brodski Stupnik
     Catolici (94,5%)
     Ortodocși (3,59%)
     Necunoscută (0,79%)
     Alte religii (1,12%)
Conform recensământului din 2011, comuna Brodski Stupnik avea 3.036 de locuitori. Din punct de vedere etnic, majoritatea locuitorilor (97,86%) erau croați, cu o minoritate de sârbi (1,48%). Apartenența etnică nu este cunoscută în cazul a 0,33% din locuitori. Din punct de vedere confesional, majoritatea locuitorilor (94,5%) erau catolici, cu o minoritate de ortodocși (3,59%). Pentru 0,79% din locuitori nu este cunoscută apartenența confesională.